# Aisin Gioro
Aisin Gioro (čínsky znaky 愛新覺羅, mandžusky  Daicing gurun, slovo Aisin doslova znamená „Zlatá“, mongolsky Манж Чин), byl původem mandžuský vládnoucí rod a dynastie, která v letech 1636–1912 vládla v říši Čching, zahrnující zpočátku Mandžusko a část Mongolska, v letech 1644–1661 dobyla Čínu a později i celé Mongolsko, Tibet a oblast Sin-ťiangu. Byla poslední císařskou dynastií vládnoucí v Číně. Poslední vládce dynastie císař Pchu I byl sesazen roku 1912, později v roce 1932 byl dosazen Japonskem do čela jejich loutkového státu Mandžukua.

## Vzestup dynastie Mandžuů
Mandžuové, kteří ovládali Čínu mezi lety 1644 a 1911, byli potomky džürčenských kmenů, jež vládly severní Číně a přilehlým oblastem ve 12. století (říše Ťin). Za Nurhačiho a jeho syna Abachaje získal rod Aisin Gioro nadvládu nad ostatními džürčenskými kmeny a rozšířil svou nadvládu i na Vnitřní Mongolsko a Koreu.
Nurhači založil vlastní stát, který nazval Pozdní Ťin. Hlavním městem Pozdních Ťinů se stal Mukden (moderní Šen-jang). Nurhači reorganizoval DŽürčeny v osm korouhví, přejímal mnoho čínských i jiných cizích vzorů, roku 1635 přijal velkou pečeť mongolských chanů a přihlásil se tak k nástupnictví dynastie Jüan.
Nurhačiho nástupce Chuang Tchaj-ťi si na východě podmanil Koreu a na západě uzavřel spojenectví s kočovnickými kmeny Vnitřního Mongolska. Roku 1636 pojmenoval svůj národ jako Mandžuy a stát přejmenoval na říši Čching, „Čistou“. V té době také vzniklo mandžuské písmo.

## Dobytí Číny

Expanze dynastie Čching. Území dynastie Ming před rokem 1644 vyznačeno žlutě.

Do roku 1644 Mandžuové podnikli několik vpádů na území severní Číny, neměli však zatím dost sil, aby porazili dynastii Ming.
Mingský stát však rychle slábl, zejména v důsledku trvalých povstání. Nakonec mingský generál Wu San-kuej a další pozvali Mandžuy do severní Číny, aby mingskému vojsku pomohli potlačit povstalce, kteří dobyli Peking. V rázných válečných taženích Mandžuové rozdrtili povstalce a zmocnili se srdce Číny na dolním toku Jang-c’-ťiang a do roku 1661 zabrali celou pevninskou Čínu

## První čchingští císařové
Na konci 17. století si Mandžuové obratně získávali náklonnost čínských vzdělanců. První čchingští císařové platili za nejdynamičtější v celých čínských dějinách. Za císaře Kchang-si (1661-1722) byla dokončena poslední fáze vojenského dobytí území dnešní Číny (včetně Tibetu) a pořádána tažení proti Džúngarskému chanátu (západním Mongolům), jejichž výsledkem bylo zničení Džúngarů a zabrání jejich území. Za vlády císaře Jung-čenga (1722-1735) vláda podporovala integraci nečínského obyvatelstva do čínské kultury. Vrchol raného období dynastie Čching znamenala vláda císaře Čchien-lunga (1735-1796), který vydával obrovské sumy na vojenské expedice („deset velkých vítězství“). Především zastavil postup turkických národů a Mongolů. Poslední roky jeho vlády ale byly poznamenány vzestupem jeho oblíbence, Che-šena.

## Další expanze

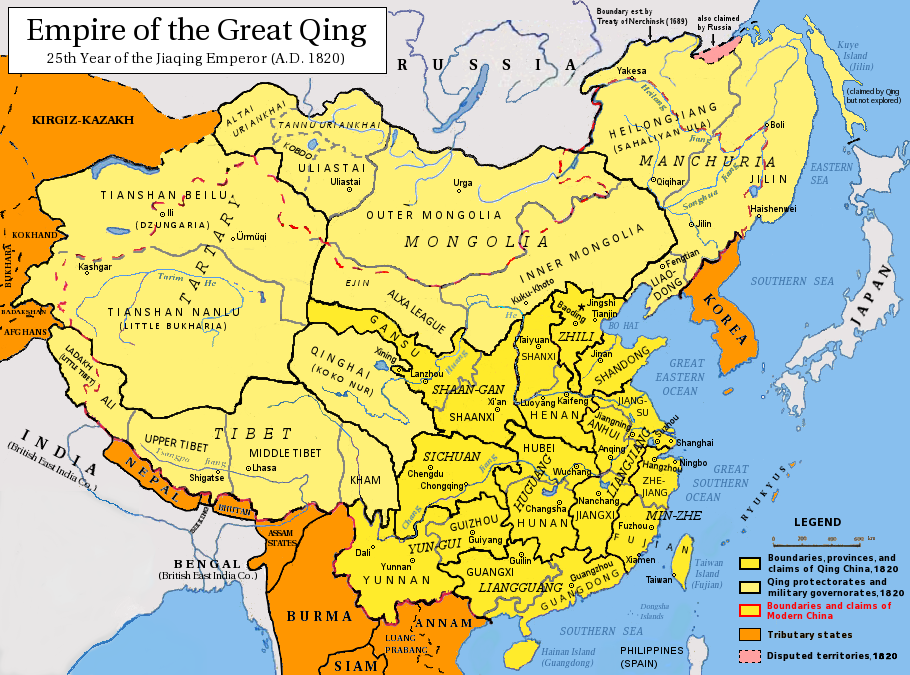
Územní rozsah říše Velkých Čchingů v roce 1820

V roce 1683 Čchingové dobyli království Tung-ning na západním Tchaj-wanu. Od konce 17. stol. do počátku 18. stol. čchingské armády zničily ojratskou říši v Džungarsku a začlenily do čchingského státu oblast kolem jezera Kukunor ve střední Asii. Do poloviny 18. století byly dobyty i země po obou stranách pohoří Tchien-šan až k jezeru Balchaš. V polovině 18. století byli pokořeni i západní Mongolové v Illi. Dobytí území provázely vlny čínských osadníků, kteří se pokoušeli původní obyvatelstvo asimilovat. Mongolové byli udržováni pod kontrolou prostřednictvím administrativních opatření a působením lámaistické sekty Gelugpa.
Na severu Mandžuska začali Čchingové bránit šíření ruských kozáků a kupců s kožešinami a různých dobrodruhů, pronikajících přes Sibiř do údolí Amuru. Srážky mezi Čchingy a Rusy ukončila Něrčinská smlouva z roku 1689. Návrh textu smlouvy a tlumočení zprostředkovali pekingští jezuité.

## Zachovávání identity
Mandžuové se snažili zachovat si vlastní identitu a zdůrazňovali rasovou čistotu. Zakázali smíšené čínsko-mandžuské sňatky a podporovali odlišnosti ve zvycích. Mandžuské ženy si nesměly podvazovat chodidla a mandžuští muži se nesměli věnovat obchodu a manuální práci. Původní šamanské náboženství napomáhalo uchovávat někdejší klanovou strukturu Mandžuů.
Léto trávili Mandžuští císaři ve Vnitřním Mongolsku, kde jízdou na koni, lukostřelbou a lovem dávali najevo nepříliš konfuciánský příklad fyzické zdatnosti. Severní Mandžusko bylo uzavřeno čínským přistěhovalcům. Oblast Mandžuska spravovala ryze mandžuská vojenská vláda.

## Ztráta části území v 2. polovině 19. století
V polovině 19. století se na území Číny odehrávalo několik konfliktů, Povstání tchaj-pchingů proti vládnoucí dynastii Aisin Gioro, které si vyžádalo přes 20 milionů obětí, muslimské povstání v Kan-su a Sin-ťiangu, francouzsko-britská invaze (1856 -1860) během druhé opiové války nebo proticizinecké boxerské povstání. Situace využily evropské státy a Japonsko, které se po čínsko-japonské válce zmocnilo Tchaj-wanu a Koreje. Britská říše se po první opiové válce zmocnila Hongkongu a přinutila Čínu otevřít se dovozu britského zboží. Pod tlakem Číňané přenechali Rusku obrovské území známé jako Vnější Mandžusko, které bylo tehdy pouze řídce osídleno nomádskými kmeny a leželo severně od tzv. vrbové hradby, která měla zamezit migraci Číňanů do Mandžuska, ze kterého pocházela vládnoucí dynastie Aisin Gioro. Na tomto území dnes leží např. města Vladivostok nebo Chabarovsk. Do poloviny 19. století považovala dynastie Aisin Gioro za své vlastnictví také ostrov Sachalin, přestože se na něm žádné čínské osídlení nenacházelo. Po opiových válkách, které proti Číně vedly Británie a Francie, přesvědčilo Rusko Čínu k podepsání Ajgunské smlouvy a Pekingské smlouvy, po nichž Čína ztratila všechna území na sever od řek Chej-lung-ťiangu (Amur) a východ Ussuri (Vnější Mandžusko), včetně Sachalinu, ve prospěch Ruska. Slabosti Číny využily i další země. Německo získalo území na Šantungském poloostrově, v Čching-tao, a Rakousko-Uhersko získalo koncesi ve městě Tchien-ťin (Tiencin).

## Vládci z dynastie Aisin Gioro
1. Chung Tchaj-ťi - (1626-1643)

Vlajka dynastie Čching

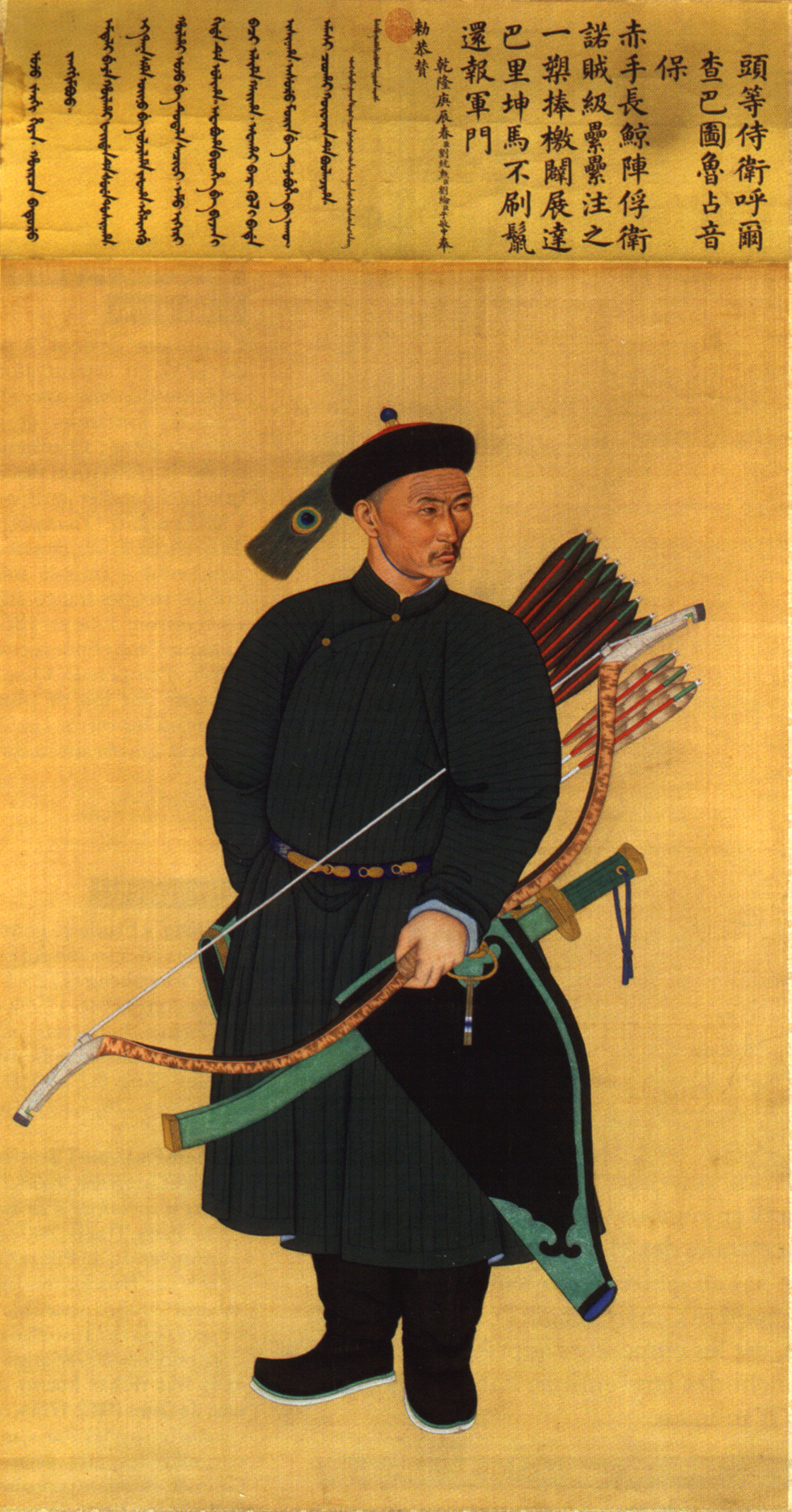
Mandžuský gardista císaře Čchien-lunga

2. Šun-č’ - (1644-1661), první císař dynastie, který ovládl celou Čínu
3. Kchang-si - (1661-1722), nejdéle vládnoucí čínský císař (61 let),
4. Jung-čeng - (1722-1735)
5. Čchien-lung - (1735-1796), abdikoval ve prospěch syna, ale moc si udržel, zemřel v roce 1799
6. Ťia-čching - (1796-1820), v letech 1796-1799 vládl jako regent jeho otec Čchien-lung
7. Tao-kuang - (1820-1850)
8. Sien-feng - (1850-1861)
9. Tchung-č’ - (1861-1875)
10. Kuang-sü - (1875-1908)
11. Süan-tchung - (1908-1912), Pchu-i, poslední čínský císař

Galerie
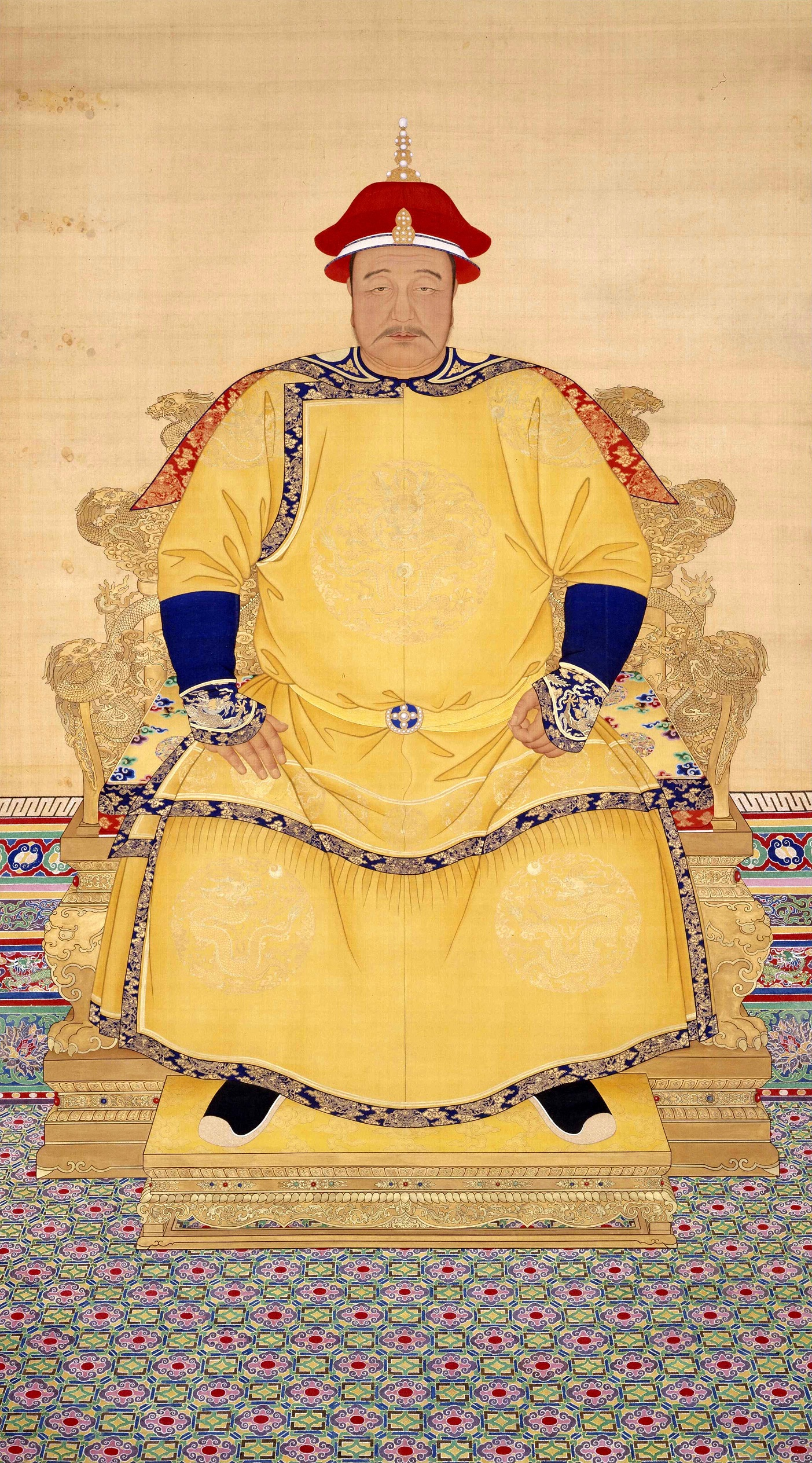
Chung Tchaj-ťi
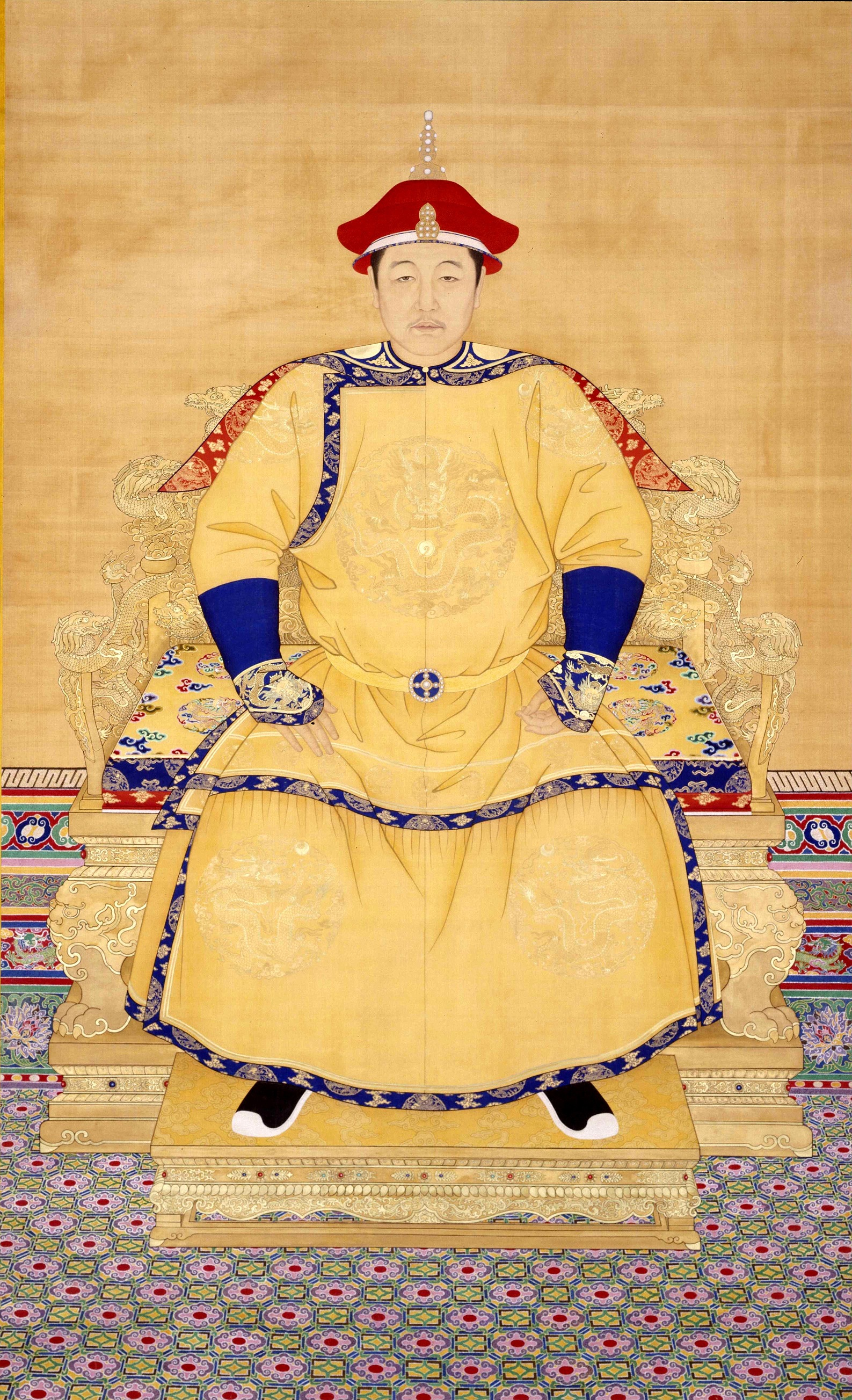
Šun-č'
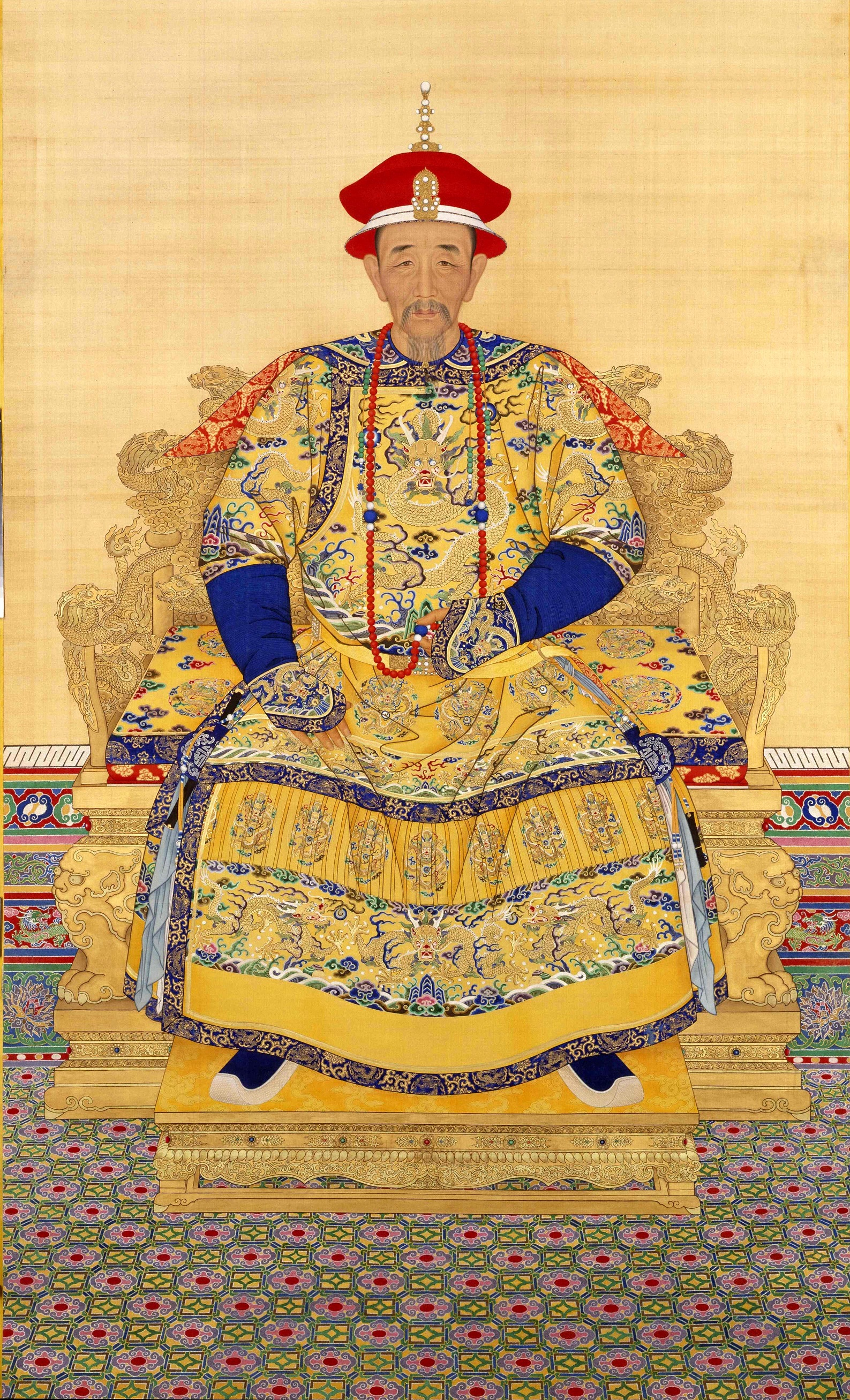
Kchang-si
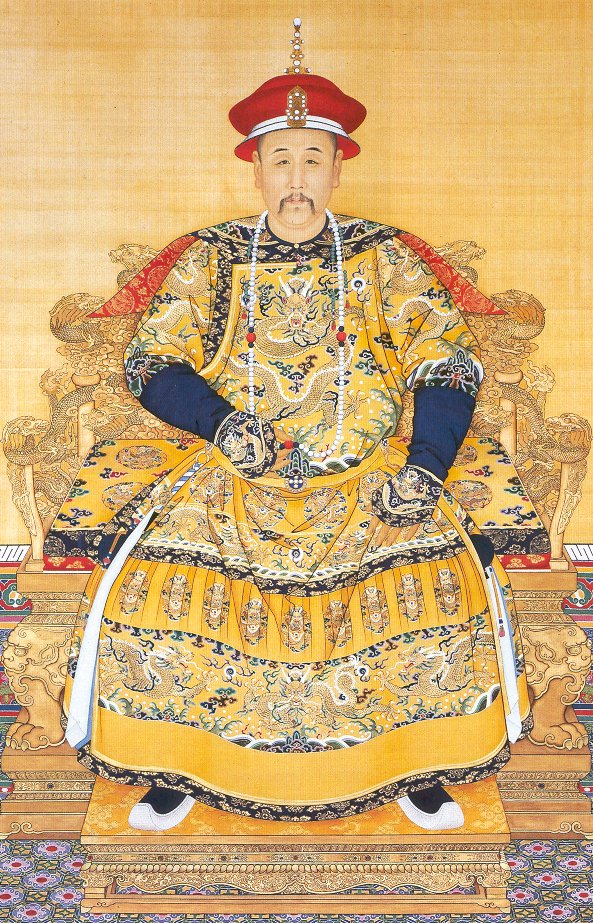
Jung-čeng
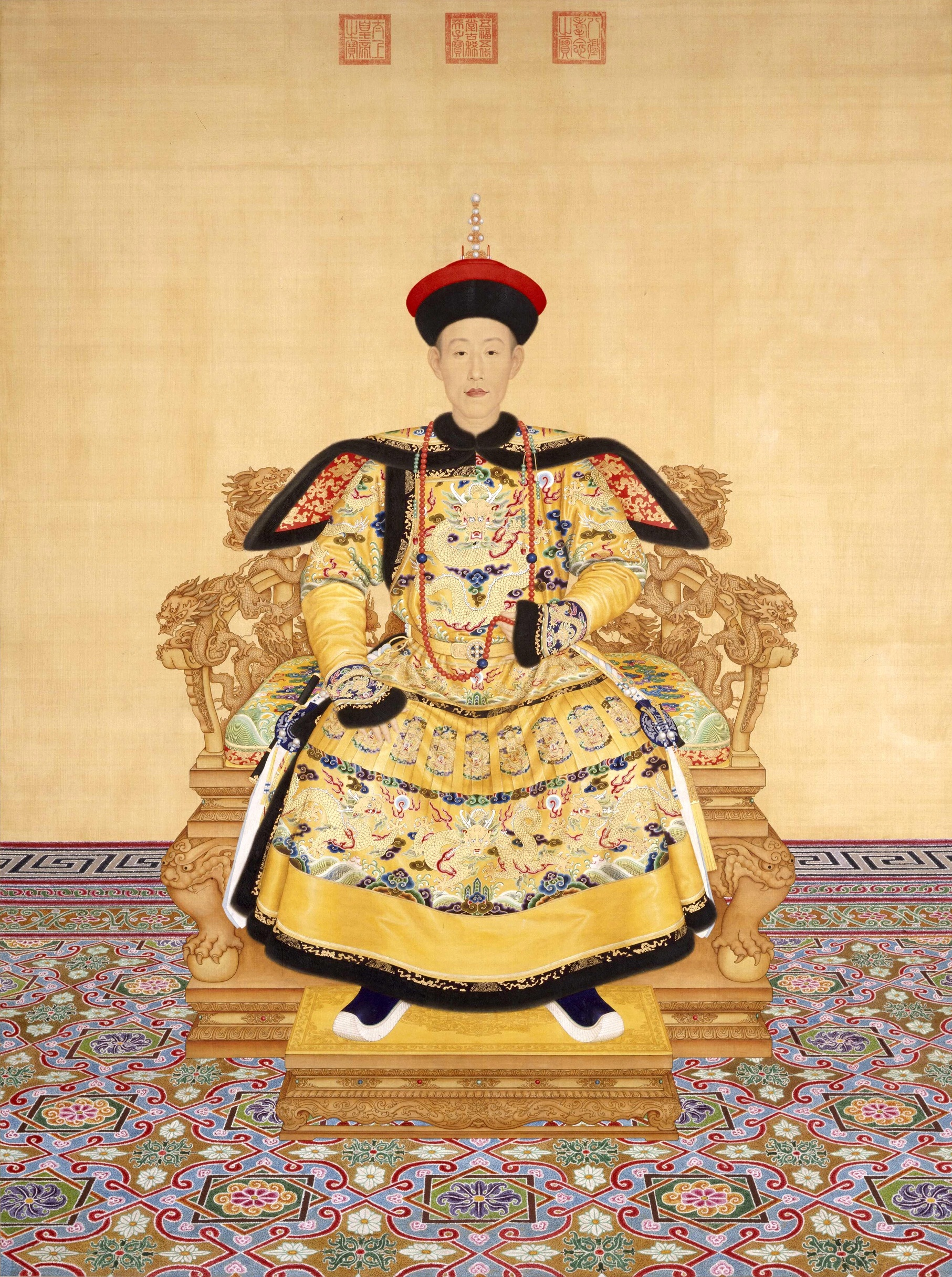
Čchien-lung
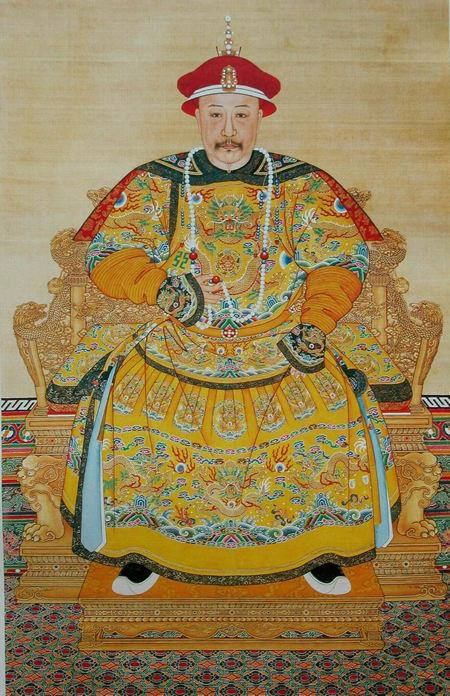
Ťia-čching
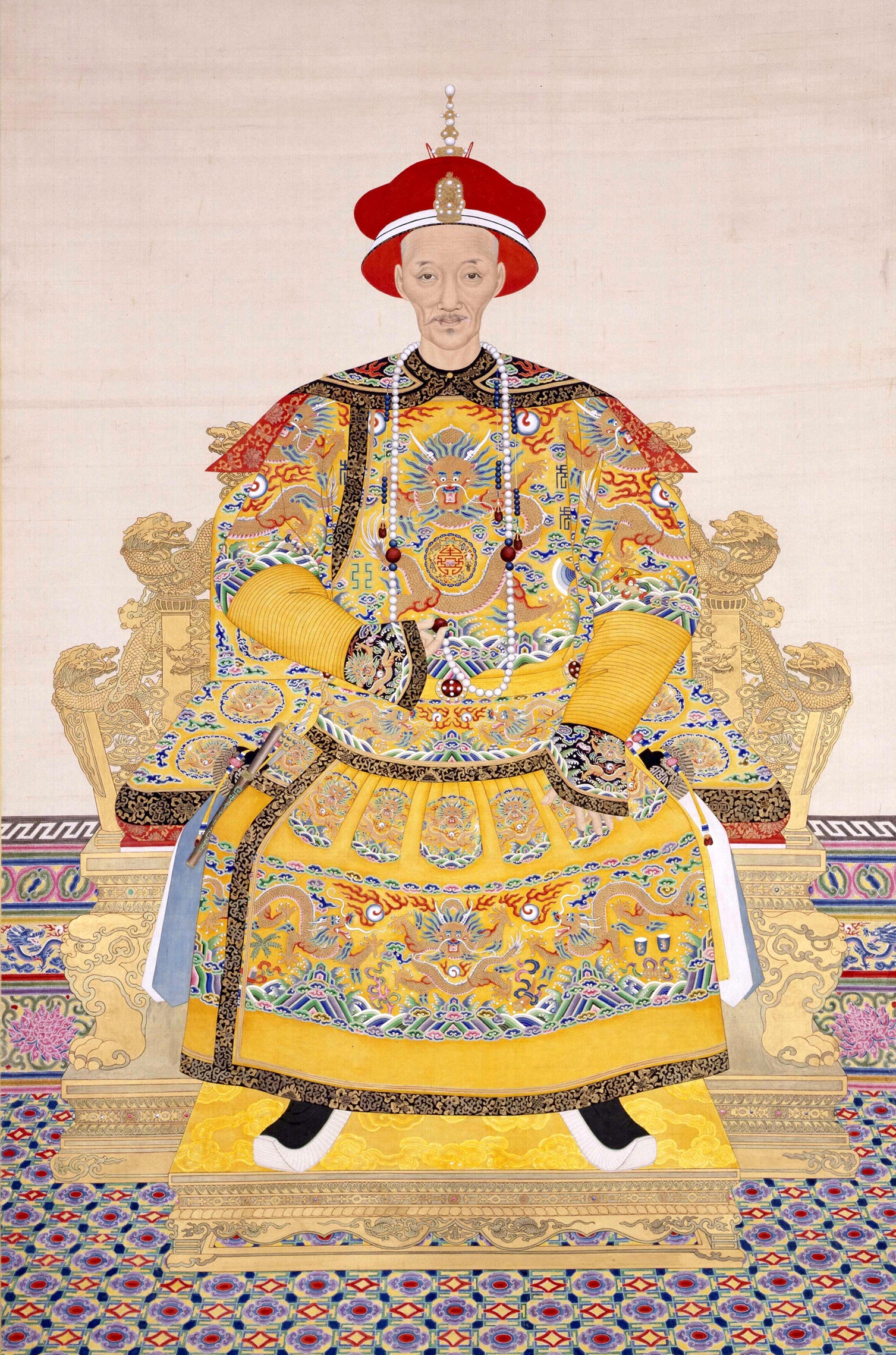
Tao-kuang
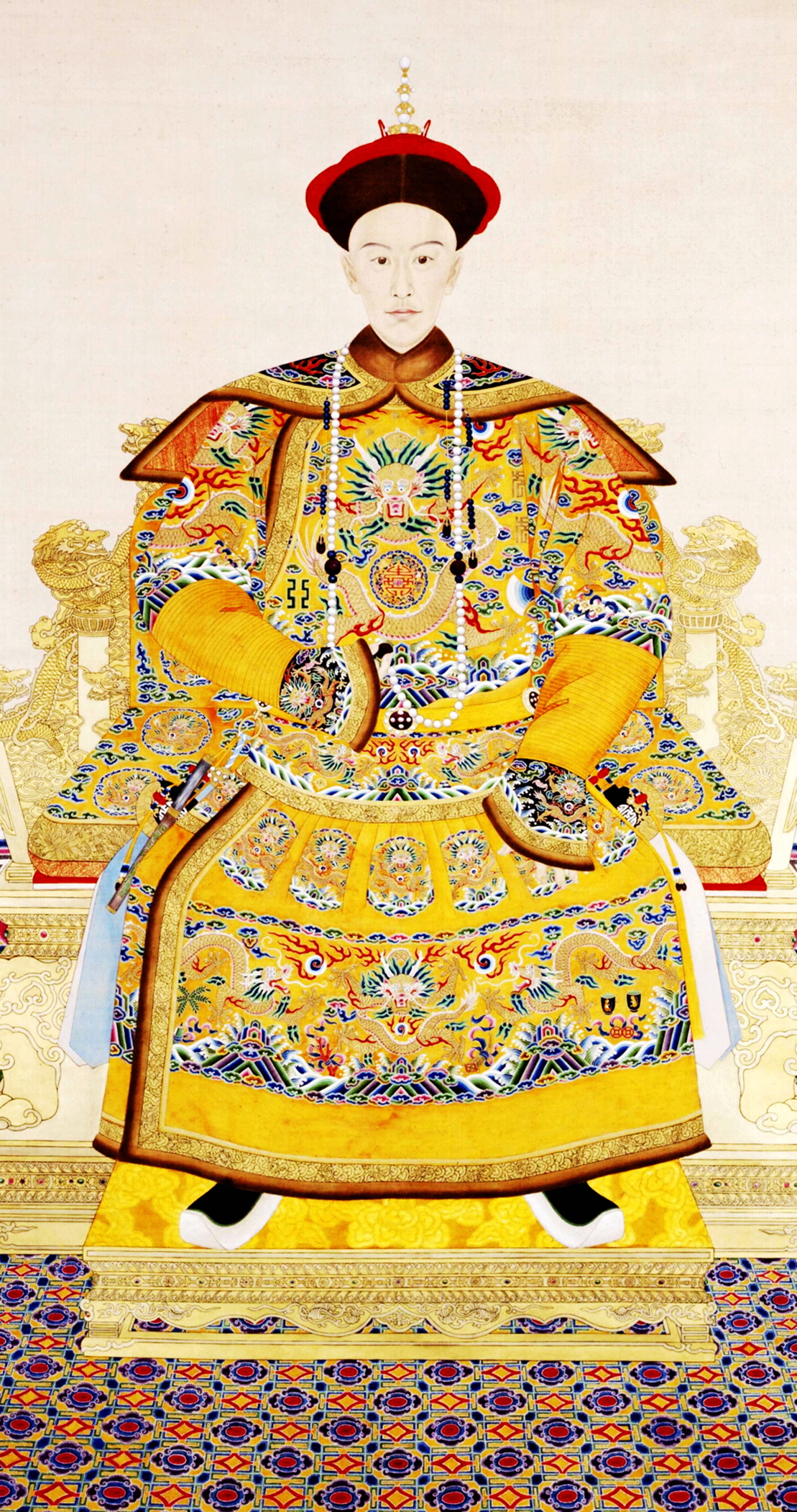
Sien-feng
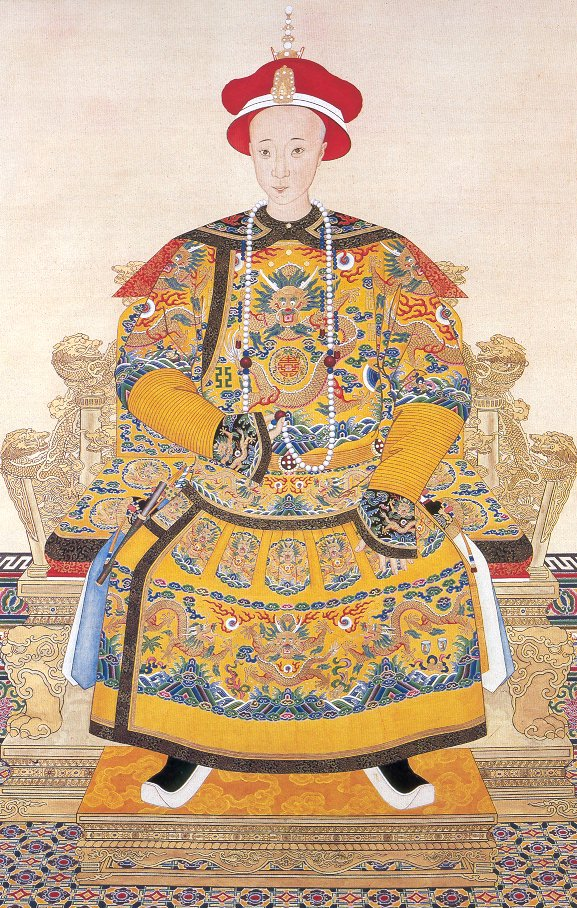
Tchung-č’
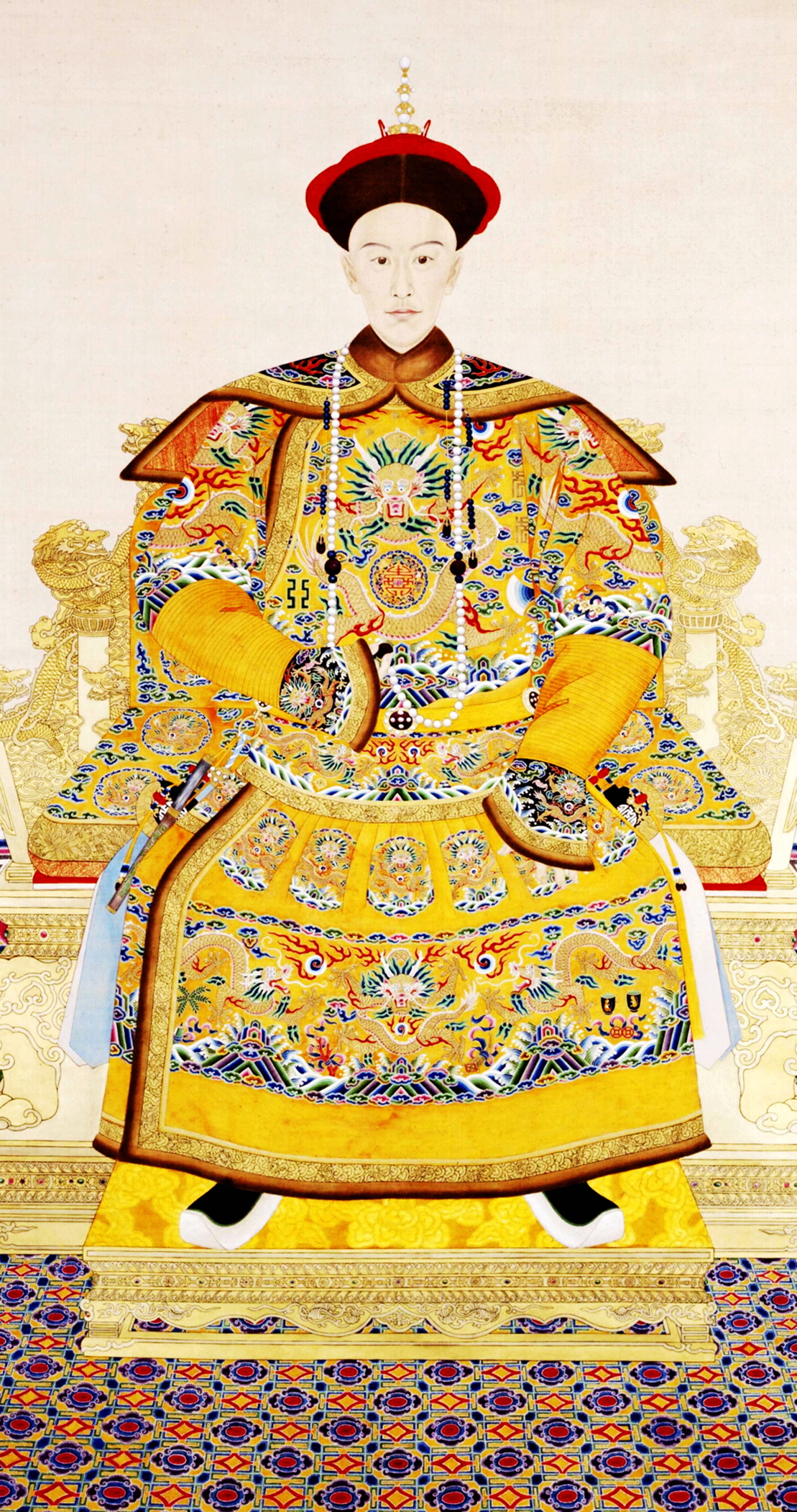
Kuang-sü
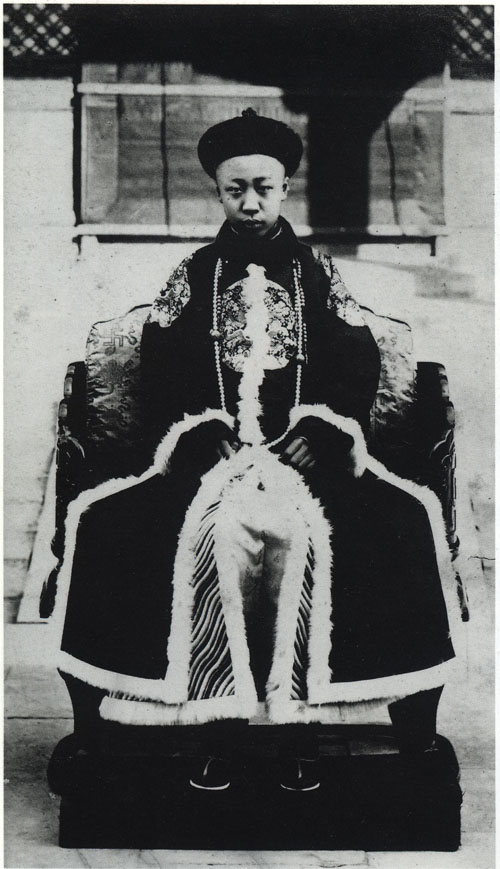
Poslední císař Süan-tchung (Pchu-i)

### Titulární čínský císař a hlava dynastie (po roce 1912)
- Süan-tchung (1912-1967), Pchu-i, poslední čínský císař
- Jü-jen (1967-1997), ustanoven jako dědic císařem Pchu-i
- Cheng-čen (1997-2015), jeho syn
- Ťin Jü-čang (od 2015)